# 동경 120도
동경 120는 본초 자오선에서 동쪽으로 120도 떨어진 경선이다. 북극점에서 시작하여 북극해와 아시아, 태평양, 오스트랄라시아, 인도양, 남극해, 남극을 거쳐 남극점에 이른다.
북극점에서 남극점까지 동경 120도선은 다음 지역을 지나간다.
| 좌표                                                    | 나라, 지역, 해역 | 주석                                                                 |
| ------------------------------------------------------- | ---------------- | -------------------------------------------------------------------- |
| 북위 90° 0′ 동경 120° 0′  / 북위 90.000° 동경 120.000°  | 북극해           |                                                                      |
| 북위 78° 22′ 동경 120° 0′  / 북위 78.367° 동경 120.000° | 랍테프해         |                                                                      |
| 북위 73° 10′ 동경 120° 0′  / 북위 73.167° 동경 120.000° | 러시아           |                                                                      |
| 북위 51° 31′ 동경 120° 0′  / 북위 51.517° 동경 120.000° | 중화인민공화국   | 내몽골 자치구 랴오닝성                                               |
| 북위 40° 4′ 동경 120° 0′  / 북위 40.067° 동경 120.000°  | 보하이해         |                                                                      |
| 북위 37° 25′ 동경 120° 0′  / 북위 37.417° 동경 120.000° | 중화인민공화국   | 산둥성(산둥반도)                                                     |
| 북위 35° 43′ 동경 120° 0′  / 북위 35.717° 동경 120.000° | 황해             |                                                                      |
| 북위 34° 26′ 동경 120° 0′  / 북위 34.433° 동경 120.000° | 중화인민공화국   | 장쑤성 저장성 푸젠성                                                 |
| 북위 26° 36′ 동경 120° 0′  / 북위 26.600° 동경 120.000° | 동중국해         |                                                                      |
| 북위 25° 23′ 동경 120° 0′  / 북위 25.383° 동경 120.000° | 남중국해         | 중화민국의 타이완섬 서쪽, 타이완 해협을 지난다.                      |
| 북위 16° 20′ 동경 120° 0′  / 북위 16.333° 동경 120.000° | 필리핀           | 루손섬                                                               |
| 북위 15° 17′ 동경 120° 0′  / 북위 15.283° 동경 120.000° | 남중국해         | 필리핀의 루방섬 바로 서쪽을 지난다.                                  |
| 북위 12° 16′ 동경 120° 0′  / 북위 12.267° 동경 120.000° | 필리핀           | 부수앙가섬과 쿨리온섬                                                |
| 북위 11° 41′ 동경 120° 0′  / 북위 11.683° 동경 120.000° | 술루해           |                                                                      |
| 북위 10° 34′ 동경 120° 0′  / 북위 10.567° 동경 120.000° | 필리핀           | 두마란섬                                                             |
| 북위 10° 33′ 동경 120° 0′  / 북위 10.550° 동경 120.000° | 술루해           | 필리핀의 투바타하 암초를 지난다.                                     |
| 북위 5° 56′ 동경 120° 0′  / 북위 5.933° 동경 120.000°   | 필리핀           | 라파란섬                                                             |
| 북위 5° 52′ 동경 120° 0′  / 북위 5.867° 동경 120.000°   | 술루해           |                                                                      |
| 북위 5° 14′ 동경 120° 0′  / 북위 5.233° 동경 120.000°   | 필리핀           | 타위타위섬과 빌라탄섬                                                |
| 북위 4° 57′ 동경 120° 0′  / 북위 4.950° 동경 120.000°   | 술라웨시해       |                                                                      |
| 북위 1° 12′ 동경 120° 0′  / 북위 1.200° 동경 120.000°   | 마카사르 해협    |                                                                      |
| 북위 0° 29′ 동경 120° 0′  / 북위 0.483° 동경 120.000°   | 인도네시아       | 술라웨시섬                                                           |
| 남위 5° 34′ 동경 120° 0′  / 남위 5.567° 동경 120.000°   | 플로레스해       |                                                                      |
| 남위 8° 27′ 동경 120° 0′  / 남위 8.450° 동경 120.000°   | 인도네시아       | 플로레스섬                                                           |
| 남위 8° 49′ 동경 120° 0′  / 남위 8.817° 동경 120.000°   | 숨바 해협        |                                                                      |
| 남위 9° 22′ 동경 120° 0′  / 남위 9.367° 동경 120.000°   | 인도네시아       | 숨바섬                                                               |
| 남위 10° 2′ 동경 120° 0′  / 남위 10.033° 동경 120.000°  | 인도양           |                                                                      |
| 남위 19° 56′ 동경 120° 0′  / 남위 19.933° 동경 120.000° | 오스트레일리아   | 웨스턴오스트레일리아주                                               |
| 남위 33° 56′ 동경 120° 0′  / 남위 33.933° 동경 120.000° | 인도양           | 오스트레일리아 정부는 이 해역을 남극해의 일부로 본다.                |
| 남위 60° 0′ 동경 120° 0′  / 남위 60.000° 동경 120.000°  | 남극해           |                                                                      |
| 남위 66° 52′ 동경 120° 0′  / 남위 66.867° 동경 120.000° | 남극             | 오스트레일리아령 남극 지역. 오스트레일리아가 영유권을 주장하고 있다. |

## 같이 보기
- 동경 119도
- 동경 121도